# Нью-Пост (Вісконсин)
Нью-Пост (англ. New Post) — переписна місцевість (CDP) в США, в окрузі Соєр штату Вісконсин. Населення — 302 особи (2020).

## Географія
Нью-Пост розташований за координатами 45°53′49″ пн. ш. 91°11′33″ зх. д. / 45.89694° пн. ш. 91.19250° зх. д. (45.896923, -91.192591).  За даними Бюро перепису населення США в 2010 році переписна місцевість мала площу 70,90 км², з яких 53,04 км² — суходіл та 17,86 км² — водойми.

## Демографія
Згідно з переписом 2010 року, у переписній місцевості мешкало 305 осіб у 130 домогосподарствах у складі 80 родин. Густота населення становила 4 особи/км².  Було 373 помешкання (5/км²).
Расовий склад населення:
| - 68,2 % — корінних американців - 28,2 % — білих |

До двох чи більше рас належало 3,0 %. Частка іспаномовних становила 3,0 % від усіх жителів.
За віковим діапазоном населення розподілялося таким чином: 20,7 % — особи молодші 18 років, 58,6 % — особи у віці 18—64 років, 20,7 % — особи у віці 65 років та старші. Медіана віку мешканця становила 42,6 року. На 100 осіб жіночої статі у переписній місцевості припадало 107,5 чоловіків;  на 100 жінок у віці від 18 років та старших — 108,6 чоловіків також старших 18 років.
Середній дохід на одне домашнє господарство  становив 48 150 доларів США (медіана — 33 281), а середній дохід на одну сім'ю — 56 706 доларів (медіана — 55 000). Медіана доходів становила 28 250 доларів для чоловіків та 28 750 доларів для жінок. За межею бідності перебувало 26,7 % осіб, у тому числі 67,7 % дітей у віці до 18 років та 7,6 % осіб у віці 65 років та старших.
Цивільне працевлаштоване населення становило 94 особи. Основні галузі зайнятості: мистецтво, розваги та відпочинок — 36,2 %, освіта, охорона здоров'я та соціальна допомога — 19,1 %, фінанси, страхування та нерухомість — 10,6 %, будівництво — 8,5 %.